# Istituto federale di Bahia
L'Istituto federale di Bahia (Instituto Federal da Bahia, IFBA) è un ente di istruzione superiore brasiliana a livello federale.
Ha sede a Salvador in Bahia.